# Phil Jones
Philip Anthony Jones ،(sinh ngày 21 tháng 2 năm 1992)، là một cựu cầu thủ bóng đá chuyên nghiệp người Anh chơi ở vị trí trung vệ.
Trước khi gia nhập Manchester United, Phil Jones từng chơi cho Blackburn Rovers. Mặc dù là một trung vệ, nhưng Jones cũng được nhiều huấn luyện viên sử dụng nhiều vị trí khác như hậu vệ cánh phải hay tiền vệ phòng ngự.
Jones từng chơi cho đội tuyển U-19 Anh vào năm 2009 trước khi có trận ra mắt đội U-21 vào năm 2010. Anh có trận đầu tiên cho đội tuyển quốc gia Anh vào ngày 7 tháng 10 năm 2011.

## Thống kê sự nghiệp

### Câu lạc bộ
Tính đến ngày 19 tháng 5 năm 2018.

### Blackburn Rovers
Jones gia nhập đội trẻ Blackburn Rovers F.C. vào năm 2002.  Sau đó anh gia nhập đội cấp cao cho mùa giải Premier League 2009–10 , ký hợp đồng chuyên nghiệp hai năm.  Anh có trận ra mắt đội một cho Blackburn sau khi bắt đầu trận đấu Cúp EFL với Nottingham Forest vào ngày 22 tháng 9 năm 2009, trong đó Blackburn thắng 1–0.  Sau đó, vào tháng 2 năm 2010, anh ký một hợp đồng mới có thời hạn 5 năm bao gồm điều khoản giải phóng trị giá 16 triệu bảng.  Jones có trận đấu đầu tiên ở Premier League cho Blackburn trong trận gặp Chelsea vào ngày 21 tháng 3, chỉ một tháng sau khi bước sang tuổi 18.  Anh được nhiều người khen ngợi vì màn trình diễn tận tâm và chắc chắn ở vị trí trung vệ, thực hiện một số pha cản phá và đánh chặn quan trọng như Rovers đã cầm hòa nhà vô địch với tỷ số 1-1 tại Ewood Park .  Trong mùa giải 2009–10 , anh ra sân 9 trận ở giải vô địch và 3 trận ở cúp quốc gia.
Mùa giải 2010–11 bắt đầu đầy hứa hẹn khi Jones đá chính trong trận mở màn mùa giải với Everton , và sau đó chơi phần lớn các trận đấu của câu lạc bộ trong nửa đầu mùa giải, mặc dù ở một vị trí tiền vệ phòng ngự xa lạ. [ cần dẫn nguồn ] Chấn thương rách sụn đầu gối trong trận đấu với West Ham United vào tháng 12, có nguy cơ khiến anh phải nghỉ thi đấu trong phần còn lại của mùa giải. [ cần dẫn nguồn ] Tuy nhiên, vào ngày 19 tháng 3 năm 2011, anh trở lại sau chấn thương trong trận gặp Blackpool tại Ewood Park vào sân thay người ở hiệp hai cho Brett Emerton trong trận hòa 2–2.  Vào ngày 2 tháng 4 năm 2011, Jones bắt đầu trận đấu ở đội một lần đầu tiên sau bốn tháng với Arsenal tại Emirates Stadium , chơi trọn 90 phút với tỷ số hòa 0–0.  Bất chấp chấn thương, anh đã chơi 26 trận ở giải VĐQG và hai trận cúp cho Blackburn trong mùa giải đó.

### Manchester United
Vào cuối mùa giải 2010–11, Manchester United được cho là muốn ký hợp đồng với Jones. [ cần dẫn nguồn ] Alex Ferguson rõ ràng rất ấn tượng với sự cam kết và kỹ năng lãnh đạo của Jones ở vị trí trung vệ khi Blackburn cầm hòa United với tỷ số 1-1 vào ngày United giành chức vô địch. [ cần dẫn nguồn ] Vào ngày 13 tháng 6 năm 2011, United xác nhận rằng họ đã đạt được thỏa thuận ký hợp đồng với Jones theo hợp đồng 5 năm với mức phí chuyển nhượng không được tiết lộ được cho là ít nhất là 16,5 triệu bảng Anh;  thỏa thuận sẽ được hoàn tất khi anh ấy trở về từ nhiệm vụ quốc tế.  ra mắt câu lạc bộ trong chuyến du đấu trước mùa giải 2011 tới Hoa Kỳ, trong chiến thắng 3–1 của United trước Chicago Fire .
Jones có trận ra mắt thi đấu cho United với tư cách là người thay thế ở hiệp hai, thay thế cho Rio Ferdinand trong FA Community Shield năm 2011 trước đối thủ Manchester City . United bị dẫn trước 2–0, nhưng thắng 3–2.  Jones ra mắt giải đấu một tuần sau đó, một lần nữa vào sân thay cho Ferdinand, khi United đánh bại West Bromwich Albion 2-1 vào cuối tuần khai mạc.  Vào ngày 10 tháng 9, Jones đã có hai đường kiến tạo cho Wayne Rooney trong chiến thắng 5–0 của United trước Bolton Wanderers tại sân vận động Reebok .  Jones bắt đầu trận đấu với Liverpool trên sân khách ở vị trí tiền vệ box-to-box, khác với các vị trí trung vệ và hậu vệ cánh mà anh quen thuộc.  Jones ghi bàn thắng đầu tiên cho đội một vào ngày 3 tháng 12 trong chiến thắng 1–0 trên sân khách trước Aston Villa .  Jones đã ghi một bàn thắng an ủi vào lưới Basel trong trận thua 2-1 ở Champions League khiến United bị loại khỏi giải đấu, đánh đầu trong một tình huống bóng lỏng lẻo sau cú sút của Federico Macheda đi vọt xà ngang.  Vào ngày 21 tháng 12, anh bị chấn thương ở mặt trong một trận đấu trên sân khách với Fulham , tuy nhiên kết quả chụp X-quang cho thấy không có tổn thương nghiêm trọng nào và Jones đã trở lại thi đấu trong trận thua 3–2 trước Blackburn vào ngày 31 tháng 12. [ cần dẫn nguồn ]
Sau khi gặp vấn đề ở lưng và phải phẫu thuật đầu gối khiến anh phải nghỉ thi đấu từ đầu mùa giải 2012–13, Jones xuất hiện lần đầu tiên trong trận đấu sân khách với Galatasaray ở Champions League vào ngày 20 tháng 11.  Anh ghi bàn thắng đầu tiên ở mùa giải 2013–14 vào ngày 29 tháng 10 trong chiến thắng 4–0 trước Norwich City ở League Cup.  Vào ngày 10 tháng 12, anh ghi bàn thắng duy nhất của trận đấu trong chiến thắng 1–0 trước Shakhtar Donetsk trong trận đấu cuối cùng ở vòng bảng của Champions League, giúp United đứng đầu bảng.
Vào ngày 1 tháng 7 năm 2015, Jones ký hợp đồng mới có thời hạn 4 năm với United.  Vào ngày 8 tháng 2 năm 2019, anh ký hợp đồng mới có thời hạn đến năm 2023.  Vào ngày 9 tháng 2, Jones kiến tạo cho Anthony Martial trong chiến thắng 3–0 trước Fulham , bàn thắng đầu tiên của anh kể từ năm 2014.  Vào ngày 26 tháng 1 năm 2020 , anh ghi bàn trong trận thắng 6–0 FA Cup trước Tranmere Rovers ; đó là bàn thắng đầu tiên của anh ấy cho United kể từ tháng 3 năm 2014.  anh ấy trải qua 20 tháng chấn thương, cuối cùng trở lại tập luyện và chơi với đội dự bị vào tháng 9 năm 2021 . "Tôi nghĩ với tư cách là một cầu thủ bóng đá, một con người, một con người, đó có lẽ là điều tồi tệ nhất mà tôi từng cảm thấy trong đời".  Sau chấn thương của Harry Maguire , cùng với những chấn thương hiện có của Eric Bailly và Victor Lindelöf , Jones đã trở lại thi đấu ở đội một trong trận thua 0-0 trên sân nhà trước Wolverhampton Wanderers vào ngày 3 tháng 1 năm 2022, lần đầu tiên anh xuất hiện sau gần hai trận đấu. năm.  Lần xuất hiện cuối cùng của Jones cho câu lạc bộ là khi anh ấy được thay ra trong trận thắng 3–0 trên sân nhà trước Brentford vào ngày 2 tháng 5 năm 2022. Sau khi bổ nhiệm Erik ten Hag , Jones không có tên trong đội hình 25 người của United cho năm 2022. –23 mùa giải;  chấn thương khiến Jones vắng mặt toàn bộ mùa giải.
Vào ngày 15 tháng 5 năm 2023, United thông báo rằng, sau 12 năm làm việc tại Old Trafford, Jones sẽ được câu lạc bộ cho ra mắt vào cuối mùa giải.  Cuối năm đó, vào tháng 9, anh tham gia vào các buổi huấn luyện đội trẻ của United tại Carrington ,  sau đó anh thông báo kế hoạch tham gia các khóa học để lấy huy hiệu huấn luyện của mình. 
| Câu lạc bộ          | Mùa giải            | Premier League | Premier League | FA Cup | FA Cup | League Cup | League Cup | Châu Âu | Châu Âu | Khác | Khác | Tổng cộng | Tổng cộng |
| Câu lạc bộ          | Mùa giải            | Trận           | Bàn            | Trận   | Bàn    | Trận       | Bàn        | Trận    | Bàn     | Trận | Bàn  | Trận      | Bàn       |
| ------------------- | ------------------- | -------------- | -------------- | ------ | ------ | ---------- | ---------- | ------- | ------- | ---- | ---- | --------- | --------- |
| Blackburn Rovers    | 2009–10             | 9              | 0              | 1      | 0      | 2          | 0          | –       | –       | –    | –    | 12        | 0         |
| Blackburn Rovers    | 2010–11             | 26             | 0              | 0      | 0      | 2          | 0          | –       | –       | –    | –    | 28        | 0         |
| Blackburn Rovers    | Tổng cộng           | 35             | 0              | 1      | 0      | 4          | 0          | –       | –       | –    | –    | 40        | 0         |
| Manchester United   | 2010–11             | 29             | 1              | 1      | 0      | 1          | 0          | 9       | 1       | 1    | 0    | 41        | 2         |
| Manchester United   | 2012–13             | 17             | 0              | 4      | 0      | 0          | 0          | 3       | 0       | –    | –    | 24        | 0         |
| Manchester United   | 2013–14             | 26             | 1              | 0      | 0      | 4          | 1          | 8       | 1       | 1    | 0    | 39        | 3         |
| Manchester United   | 2014–15             | 22             | 0              | 2      | 0      | 0          | 0          | –       | –       | –    | –    | 24        | 0         |
| Manchester United   | 2015–16             | 10             | 0              | 0      | 0      | 1          | 0          | 2       | 0       | —    | —    | 13        | 0         |
| Manchester United   | 2016–17             | 18             | 0              | 2      | 0      | 3          | 0          | 3       | 0       | 0    | 0    | 26        | 0         |
| Manchester United   | 2017–18             | 23             | 0              | 2      | 0      | 0          | 0          | 0       | 0       | 0    | 0    | 25        | 0         |
| Manchester United   | 2018–19             | 18             | 0              | 2      | 0      | 1          | 0          | 3       | 0       | 0    | 0    | 24        | 0         |
| Manchester United   | 2019–20             | 2              | 0              | 1      | 1      | 2          | 0          | 3       | 0       | 0    | 0    | 8         | 1         |
| Manchester United   | 2020-21             | 0              | 0              | 0      | 0      | 0          | 0          | 0       | 0       | 0    | 0    | 0         | 0         |
| Manchester United   | 2021-22             | 1              | 0              | 0      | 0      | 0          | 0          | 0       | 0       | 0    | 0    | 1         | 0         |
| Tổng cộng           | Tổng cộng           | 166            | 2              | 14     | 1      | 12         | 1          | 31      | 2       | 2    | 0    | 225       | 6         |
| Tổng cộng sự nghiệp | Tổng cộng sự nghiệp | 201            | 2              | 15     | 1      | 16         | 1          | 31      | 2       | 2    | 0    | 265       | 6         |

### Đội tuyển quốc gia
Tính đến ngày 14 tháng 7 năm 2018.
| Anh       | Anh  | Anh |
| Năm       | Trận | Bàn |
| --------- | ---- | --- |
| 2011      | 3    | 0   |
| 2012      | 2    | 0   |
| 2013      | 4    | 0   |
| 2014      | 4    | 0   |
| 2015      | 7    | 0   |
| 2016      | 0    | 0   |
| 2017      | 4    | 0   |
| 2018      | 3    | 0   |
| Tổng cộng | 27   | 0   |

## Danh hiệu
Manchester United
- Premier League: 2012–13
- FA Cup: 2015–16
- FA Community Shield: 2011, 2013
- UEFA Europa League: 2016–17